# Aeroportul Katsina
Aeroportul Katsina (IATA: DKA, ICAO: DNKT) este un aeroport din Statul Katsina, Nigeria ce deservește zona Katsina. Aeroportul a fost tranzitat în decembrie 2018 de 125 de pasageri. A fost numit după zona deservită.
Situat la o altitudine de 506 m, aeroportul dispune de o singură pistă.